# Ворошиловград (роман)
Ворошиловгра́д — роман украинского писателя Сергея Жадана, опубликованный в 2010 году издательством Фолио (Харьков). Роман победил в конкурсе «Книга года BВС» (Украина) за 2010 год, а в 2014 году роман был удостоен швейцарской литературной премии Jan Michalski Prize. 12 декабря 2014 года, в честь десятой годовщины премии, BBC Украина совместно с культурной программой ЕБРР объявили роман Книгой десятилетия Би-Би-Си. Кроме украинского, роман издан на русском, польском, немецком, французском и других языках.

## Аннотация издательства
В аннотации издания сказано, что «Ворошиловград» — роман жёсткий, меланхоличный и реалистичный.
Они приходят и забирают у тебя всё, что тебе принадлежит. Они лишают тебя твоей свободы и твоей территории. Они забирают у тебя твоё прошлое и твою память. И всё, что ты можешь им противопоставить – это свою любовь и свою ненависть. Ну, и свои криминальные навыки.
Истории украинского рейдерства посвящается.

## Сюжет
В пять утра главного героя, молодого человека по имени Герман, работающего на какой-то неопределённой менеджерской должности в Харькове, будит звонок с малой родины: его брат, державший в окрестностях Ворошиловграда (нынешнего Луганска) бензоколонку и автосервис, без предупреждения убыл в направлении не то Берлина, не то Амстердама, возвращаться не планирует, а с бизнесом между тем что-то делать надо. Короткая, как надеется Герман, и чисто техническая поездка в Луганск (разобраться с делами, минимизировать потери, избавиться от так некстати образовавшейся собственности) оборачивается для него началом персональной не то «Одиссеи», не то «Илиады». Герой одновременно и проделывает долгий метафизический путь к своим корням, к осознанию самого себя, и героически обороняет свой внезапно ставший жизненно важным маленький бизнес от посягательств местной мафии.
Роман находится на стыке лихого славянского магического реализма в духе Горана Петровича и реализма самого что ни на есть подлинного, предметно-осязаемого, бытового. В мире Жадана мертвецы встают из могил, чтобы сыграть в футбол, поезд, везущий главаря местных бандитов, курсирует по степи из ниоткуда в никуда, через границу движутся племена чернокожих кочевников. Но в то же время рядом течёт самая обычная и по-своему нормальная жизнь.

## «Донбасс-тур»
В течение 5-7 апреля 2011 года был запланирован «Донбасс-тур», в рамках которого должны пройти презентации романа в Донецке, Луганске и Старобельске. Тур находился под угрозой срыва, поскольку накануне приезда писателя Донецкий национальный университет и Луганский театр украинской драмы отказались предоставить помещения для презентации книги. Администрация университета объяснила невозможность предоставления помещения чрезвычайной загруженностью студентов во время модульной недели, руководство театра — большим количеством репетиций, запланированных на соответствующий период.

Один из организаторов тура Ярослав Минкин считал, что проведению мероприятий презентации романа мешает местная власть, способствуя установлению на Украине цензуры:
У нас есть информация, на основании которой можно утверждать, что местная власть намеренно препятствует проведению мероприятий, которые поднимают острые общественные проблемы. Подготовка к «Донбасс-туру» Сергея Жадана началась два месяца назад, когда Жадан ещё был в Германии. Уже тогда провели встречу с директором театра и достигли устных договорённостей по предоставлению помещения. А за неделю до приезда Жадана в Луганск, когда тур был анонсирован в СМИ, а афиши расклеены — планы администрации резко поменялись. Эти факты лишь подтверждают намерения правительства установить в Украине политическую цензуру
Однако запланированные встречи всё-таки состоялись. В Донецке в «Chicago music hall» презентация собрала около 400 человек, в Луганске возле здания украинского драмтеатра участниками уличной акции стали около 600 человек, на презентацию романа в Старобельской районной библиотеке пришло более 100 человек.
Кроме того, писатель принял участие в дискуссиях об угрозе установления цензуры на Украине, организованных активистами Общественной кампании против установления цензуры СМИ и произведений искусства, в ходе которой было подписано требование правозащитников ускорить рассмотрение проекта закона «О внесении изменений в некоторые законодательные акты Украины (относительно защиты общественной морали)», предусматривающего отмену закона «О защите общественной морали».

## Комикс
В 2012 году по мотивам романа вышел комикс. Инициаторами проекта стали 4 организации: литературное объединение «СТАН», Форум издателей с украинской стороны и обществ «To.pole» и «Rita Baum» с польской. Проект создавался в рамках международного фестиваля современного искусства «АРТОДРОМ», который прошёл в Луганске 15-18 мая 2012 года. Авторами проекта стали художники из Польши Мартин Сурма (иллюстрации) и Артур Вабик (сценарий и консультации). Комикс был издан на Украине и в Польше тиражом в 1000 экземпляров в каждой из стран, где книга была распространена бесплатно. Оригинальный комикс был официально выложен в Интернет его авторами.
Комикс представляет собой укороченный сюжет романа, в котором исчезли некоторые эпизоды произведения. Комикс создавался в соответствии с переводом романа на польский язык, поэтому русская версия является переводом с польского, а не адаптацией оригинала.

Автор романа писатель Сергей Жадан одобрительно откликнулся на проект, однако отметил, что имеет определённые претензии к сюжету:
Визуально мне комикс очень понравился. Мой главный герой получился примерно таким, как я и представлял. У меня есть некоторые претензии к сюжету — кое-чего не хватает. Потому что весь роман втиснут в двадцать четыре страницы, кажется. То есть получился такой краткий пересказ или синопсис. Будто из художественного фильма сделали видеоклип. Если ты читал роман, то тебе интересно. А если не читал, то очень сложно иметь какое-то представление. Думаю, было бы лучше, если бы на создание комикса потратили больше времени..
Финансирование проекта было предоставлено Европейской комиссией, Польским институтом в Киеве и Луганским областным советом.

## Издания

### Печатные и электронные книги
- Сергей Жадан. «Ворошиловград».  Харьков: «Фолио». 2010. 442 стр. ISBN 978-966-03-5245-2 (Графити)
  - (переиздание) Сергей Жадан. «Ворошиловград».  Харьков: «Фолио». 2011, 2012. 441 стр. ISBN 978-966-03-5244-5 (Графити)
  - (переиздание) Сергей Жадан. «Ворошиловград. Бежать, не останавливаясь».  Харьков: «Фолио». 2015. 318 стр. ISBN 978-966-03-7151-4 (Книга десятилетия ВВС)
  - (переиздание) Сергей Жадан. «Ворошиловград».  Харьков: «Клуб семейного досуга». 2015. 320 стр. ISBN 978-966-14-9974-3 (e-book), ISBN 978-966-14-8785-6 (бумажная)

### Аудиокнига
В июле 2011 года была презентована аудиокнига «Ворошиловград». Диск с записью продолжительностью 17 часов был издан в рамках проекта «Аудиокниги для людей с недостатками зрения». Тираж в 500 экземпляров разошелся по школам и библиотеками для незрячих, поэтому в свободную продажу книга не попала.
В 2015-м году вышел ещё один вариант аудиокниги в непрофессиональном исполнении. Книга записана в формате аудиофильма и доступна для загрузки. Кроме голоса, запись включает музыку и сопровождающие звуки, что позволяет глубже погрузиться в книгу и лучше ощутить атмосферу, описанную в романе.

### Переводы
В 2011 году вышел русский перевод романа от неизвестного переводчика в харьковском издательстве Фолио, к которому сам Жадан отнесся скептически, отметив, что не понимает политику издательства Фолио переводить украиноязычных писателей на русский, потому что считает что украинский читатель должен иметь возможность читать украинскую литературу на украинском языке. Годом позже, в 2012, в московском издательстве Астрель вышел второй русский перевод романа, выполненный харьковским переводчиком Завеном Баблояном, который по словам Жадана, был более удачным, чем предыдущий.
При содействии фонда «Open Ukraine» в 2012 году вышел сначала перевод романа на венгерский, сделанный Кёрнером Габором, а годом позже в 2013 при содействии фонда также появился французский перевод, выполненный Ириной Дмитришиной.
В 2012 году роман в переводе Юрия Дуркоти и Сабине Штёр вышел на немецком языке. Из-за сложности произношения на немецком оригинального названия романа, оно было заменено. Название романа в немецкой редакции — «Зарождение джаза на Донбассе» (нем. Die Erfindung des Jazz im Donbass).
В январе 2013 года роман вышел в Польше в издательстве «Wydawnictwa Czarne». Перевод выполнил Михал Петрик.
24 мая 2016 года (в бумажном виде) и 25 апреля 2016 года (в формате e-book) роман вышел в США в далласком издательстве «Deep Vellum Publishing» в английском переводе. Перевод осуществили переводчики Райли Костиген-Гюмс (Haverford College, BA in Russian Literature and Culture (2011)) и Айзек Уиллер (Haverford College, BA in Russian Language and Creative Writing (2010); Columbia Univeristy, MA in Russian Translation (2014)).
Хронологический список переводов:
- (на русском) Сергей Жадан. «Ворошиловград».  Перевод с украинского: неизвестно, редактор: Фомина Н.  Е.  Харьков: Фолио. 316 стр. 2011, 2012 ISBN 978-966-03-5462-3
  - (переиздание) Сергий Жадан. «Ворошиловград».  Перевод с украинского: Баблоян Завен Робертович, редактор: Королева Т.  С.  Москва: Астрель. 443 стр. 2012 ISBN 978-5-271-42678-0[23]
- (на венгерском) Szerhij Zsadan. «Vorosilovgrád».  Fordította: Körner Gábor. Budapest: Európa Konyvkiado. 2012. 396 oldal. ISBN 978-963-07-9295-0[24]
- (на немецком) Serhij Zhadan. «Die Erfindung des Jazz im Donbass».  Übersetzung auf Ukrainishc: Juri Durkot, Sabine Stöhr. Berlin: Suhrkamp Verlag. 2012. 394 seiten. ISBN 978-3-518-42335-6[25]
- (на французском) Serhiy Jadan. «La Route du Donbass».  Traduit de l’ukrainien par Iryna Dmytrychyn. Lausanne: Les Éditions Noir sur Blanc. 2013. 368 p. ISBN 978-2-88250-324-4[26]
- (на польском) Serhij Żadan. «Woroszyłowgrad».  Przekład z języka ukraińskiego: Michał Petryk. Warszawa: Wydawnictwo Czarne. 2013. 376 stron. ISBN 978-837-53-6492-7[27]
- (на английском) Serhiy Zhadan. «Voroshilovgrad».  Translated from the Russian: Reilly Costigan-Humes, Isaac Wheeler. Dallas: Deep Vellum Publishing. 2016. 400 pp. ISBN 978-1-941920-30-5[28]
- (на белорусском) Сяргей Жадан. Варашылаўград. Пераклад с украінскае: Виталь Латыш. Мінск: Літаратурны Дом «Логвінаў». 2016. 352 с. ISBN 978-609-8147-54-4[29][30]
- (на итальянском) Serhij Zhadan. La strada del Donbass. Traduzione dal ucraino di Giovanna Brogi e Mariana Prokopovyč. Rome: Voland. 2016. 416 p. ISBN 978-88-6243-198-9[31]
- (на латышском) Serhijs Žadans. Džezs pār Donbasu. No ukraiņu valodas tulkojusi Māra Poļakova. Rīga: Jāņa Rozes apgāds. 2016. 374 s. ISBN 978-99-8423-594-3[32]

Готовятся к печати переводы на арабском, голландском, грузинском, словенском, болгарском и румынском языках.

## Экранизация
В феврале 2013 украинский режиссёр Ярослав Лодыгин сообщил что он вместе со Жаданом начал подготовку к экранизации романа. Бюджет фильма — от 500 тыс. до 1 млн гривен. Переговоры с инвесторами велись на Украине и за рубежом.. Съёмки начались 31 июля 2017 в Старобельске — родном городе Сергея Жадана. В декабре 2017 стало известно, что фильм будет называться «Дикое поле», а не «Ворошиловград», потому что оригинальное название вызывало у украинских зрителей ассоциации с СССР, что не соответствует сути фильма. Премьера состоялась 8 ноября 2018 года.